# Ringteori
Inom det matematiska området ringteori studeras ringar, algebraiska strukturer där operationer som kallas addition och multiplikation är definierade och har liknande egenskaper som vanlig addition och multiplikation av heltal. Ringteori studerar ringars struktur; deras representationer eller annorlunda uttryckt moduler, särskilt deras delmoduler eller ideal; ringhomomorfismer;  villkor på vissa ringar, som kommutativitet, unitaritet, nolldelarfrihet, och växande eller avtagande kedjevillkor; speciella klasser av ringar, som monoidringar, skevkroppar och universella omslutande algebror av Liealgebror, och en mängd andra egenskaper som har visat sig vara av intresse både för själva ringteorin och för tillämpningar, som ringars och modulers homologiska egenskaper, och polynomidentiteter. 

## Historia
Kommutativ ringteori har sina rötter i algebraisk talteori, algebraisk geometri och invariantteori. Centralt i utvecklingen av dessa områden var ringen av heltal i algebraiska talkroppar och algebraiska funktionskroppar, och ringen av polynom i två eller flera variabler. Okommutativ ringteori fick sin början i försök att utvidga de komplexa talen till varierande hyperkomplexa talsystem. 
De olika hyperkomplexa talen identifierades med matrisringar av Joseph Wedderburn (1908) och Emil Artin (1928). Wedderburns struktursatser var formulerade för ändligdimensionella algebror över kroppar emedan Artin generaliserade dem till  Artinska ringar.

## Användbara satser om ringar
Allmänna:
- Isomorfisatsen för ringar
- Nakayamas lemma

Struktursatser:
- Artin–Wedderburns sats beskriver strukturen av halvenkla ringar.
- Jacobson densitetssats beskriver strukturen av primitiva ringar.
- Zariski–Samuels sats beskriver strukturen av kommutativa principiella idealringar.
- Hopkins–Levitzkis sats ger nödvändiga och tillräckliga villkor för att en Noethersk ring skall vara en Artinsk ring.
- Wedderburns lilla sats säger att ändliga domäner är kroppar.